# Udo Beyer
Udo Beyer (ur. 9 sierpnia 1955 w Stalinstadt) – lekkoatleta NRD, specjalista pchnięcia kulą. Mistrz olimpijski, mistrz Europy, były rekordzista świata.

## Życiorys

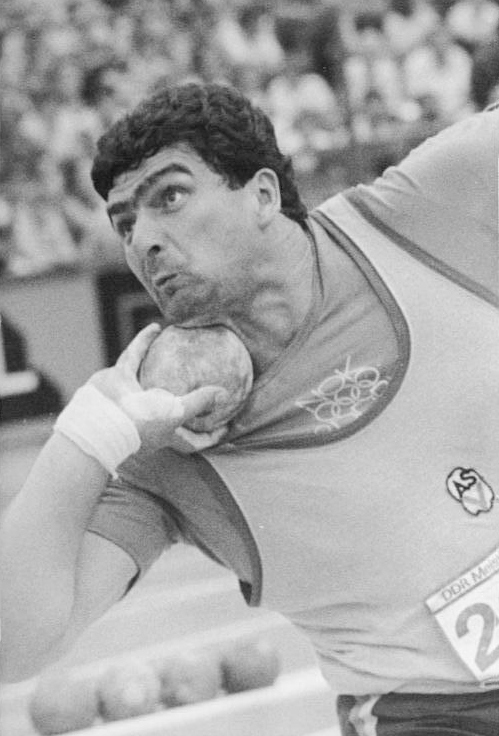
Udo Beyer, 1981

Udo Beyer jest najstarszym z sześciorga dzieci montera urządzeń grzewczych Hansa-Georga Beyera i jego żony Eve-Marie. Urodził się w Eisenhüttenstadt noszącym wówczas nazwę Stalinstadt. Wychowywał się w Breslack (obecnie dzielnica Neißemünde) i w mieście rodzinnym. Podobnie jak reszta rodzeństwa grał w piłkę ręczną w miejscowym klubie i nawet był bramkarzem reprezentacji okręgu na zawodach we Frankfurcie. Za radą ojca zdecydował się jednak skoncentrować na trenowaniu lekkiej atletyki. Od 1969 uczęszczał do szkoły sportowej we Frankfurcie, gdzie uzyskał maturę. W tym okresie należał do klubu ASK Vorwärts Frankfurt, w którym był trenowany przez Fritza Kühla, który był w przeszłości olimpijczykiem, reprezentantem wspólnej reprezentacji Niemiec na igrzyskach olimpijskich w Rzymie (1960 i Tokio (1964) w pchnięciu kulą i rzucie dyskiem.
W 1973 Beyer przeniósł się do klubu ASK Vorwärts Potsdam, gdzie trenował go Lothar Hillebrand. Skoncentrował się wówczas na pchnięciu kulą. W Poczdamie rozpoczął studia w zakresie wychowania fizycznego. Jako członek klubu wojskowego był oficerem Nationale Volksarmee, a po zjednoczeniu Niemiec kapitanem Bundeswehry (startował do 1992).
Był przez wiele lat kapitanem lekkoatletycznej reprezentacji NRD. W czasie kariery zawodniczej mierzył 194 cm i ważył 130 kg. Po zakończeniu wyczynowego uprawniania sportu Beyer założył własne biuro podróży w Poczdamie. Od 2004 jest „ambasadorem czekolady” najstarszej niemieckiej wytwórni czekolady Halloren z Halle. Działa także jako przedstawiciel hospicjum dla nieuleczalnie chorych dzieci w środkowych Niemczech. Mieszka w Poczdamie. Jest żonaty od 1976. Miał dwie córki, z których jedna zmarła w dzieciństwie.
Rodzeństwo Udo Beyera także uprawiało sport. Podczas Igrzysk Olimpijskich w Moskwie w 1980 aż trójka rodzeństwa była w reprezentacji NRD. Udo został brązowym medalistą w pchnięciu kulą, Hans-Georg mistrzem olimpijskim w piłce ręcznej, a Gisela zajęła 4. miejsce w rzucie dyskiem. Inna siostra Gudrun towarzyszyła olimpijskiej reprezentacji w Barcelonie (1992) jako fizjoterapeuta.
Odznaczony Srebrnym Orderem Zasług dla Ojczyzny (NRD).
Beyer przyznał, że świadomie zażywał środki dopingujące w trakcie zawodów w NRD – która w 1970 roku prowadziła systematyczny program dopingowy dla najlepszych sportowców. Jego wyznanie zostało zawarte w filmie dokumentalnym Samotny wilk, który został po raz pierwszy zaprezentowany na Festiwalu Filmowym w Berlinie w 2013 r.

## Osiągnięcia sportowe

### Igrzyska Olimpijskie
| Olimpiada        | Miejsce                                          | Rezultat |
| ---------------- | ------------------------------------------------ | -------- |
| Montreal 1976    | 1. miejsce                                       | 21,05    |
| Moskwa 1980      | 3. miejsce                                       | 21,06    |
| Los Angeles 1984 | NRD zbojkotowało imprezę z przyczyn politycznych | -        |
| Seul 1988        | 4. miejsce                                       | 21,40    |
| Barcelona 1992   | odp. w eliminacjach                              | 18,47    |

### Mistrzostwa Świata
| Mistrzostwa Świata | Miejsce    | Rezultat |
| ------------------ | ---------- | -------- |
| Helsinki 1983      | 6. miejsce | 20,09    |
| Rzym 1987          | 6. miejsce | 21,13    |

### Mistrzostwa Europy
| Mistrzostwa Europy | Miejsce    | Rezultat |
| ------------------ | ---------- | -------- |
| Rzym 1974          | 8. miejsce | 19,63    |
| Praga 1978         | 1. miejsce | 21,08    |
| Ateny 1982         | 1. miejsce | 21,50    |
| Stuttgart 1986     | 3. miejsce | 20,74    |
| Split 1990         | 5. miejsce | 20,21    |

### Światowe Igrzyska Halowe
| Mistrzostwa Świata | Miejsce    | Rezultat |
| ------------------ | ---------- | -------- |
| Paryż 1985         | 2. miejsce | 21,10    |

### Mistrzostwa Europy Juniorów
| Mistrzostwa Europy | Miejsce    | Rezultat |
| ------------------ | ---------- | -------- |
| Duisburg 1973      | 1. miejsce | 19,65    |

### inne osiągnięcia
- Trzykrotny rekordzista świata (do 22,64 m w 1986 r.)[3]
- Trzykrotny zwycięzca Pucharu świata i Superligi Pucharu Europy (wszystkie zwycięstwa w latach: 1977, 1979, 1981)
- Jedenastokrotny mistrz NRD (od roku 1977 do 1987)